# Вьяла-дю-Тарн
Вьяла́-дю-Тарн (фр. Viala-du-Tarn, окс. Lo Vialar de Tarn) — коммуна во Франции, находится в регионе Окситания. Департамент — Аверон. Входит в состав кантона Сен-Бозели. Округ коммуны — Мийо.
Код INSEE коммуны — 12296.
Коммуна расположена приблизительно в 540 км к югу от Парижа, в 130 км северо-восточнее Тулузы, в 40 км к юго-востоку от Родеза.

## Население
Население коммуны на 2008 год составляло 541 человек.
| 1962 | 1968 | 1975 | 1982 | 1990 | 1999 | 2008 |
| ---- | ---- | ---- | ---- | ---- | ---- | ---- |
| 516  | 671  | 581  | 539  | 533  | 525  | 541  |

## Экономика
В 2007 году среди 306 человек в трудоспособном возрасте (15—64 лет) 212 были экономически активными, 94 — неактивными (показатель активности — 69,3 %, в 1999 году было 57,8 %). Из 212 активных работали 191 человек (108 мужчин и 83 женщины), безработных было 21 (9 мужчин и 12 женщин). Среди 94 неактивных 21 человек были учениками или студентами, 37 — пенсионерами, 36 были неактивными по другим причинам.

## Достопримечательности
- Дольмен Казаред. Памятник истории с 1997 года[3]
- Дом XIII века на въезде в деревню Минье. Памятник истории с 1932 года[4]

## Фотогалерея

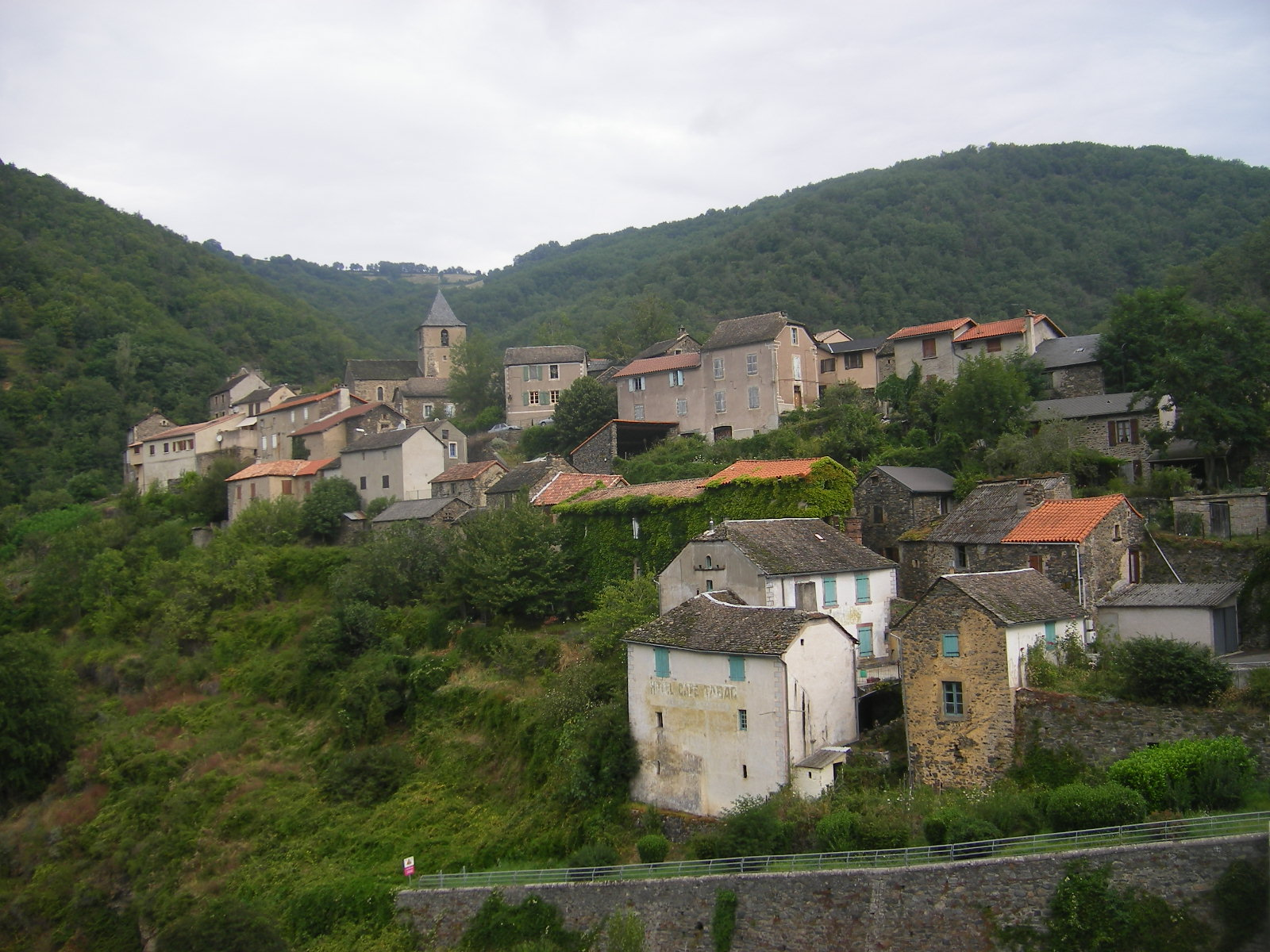
Деревня Пине
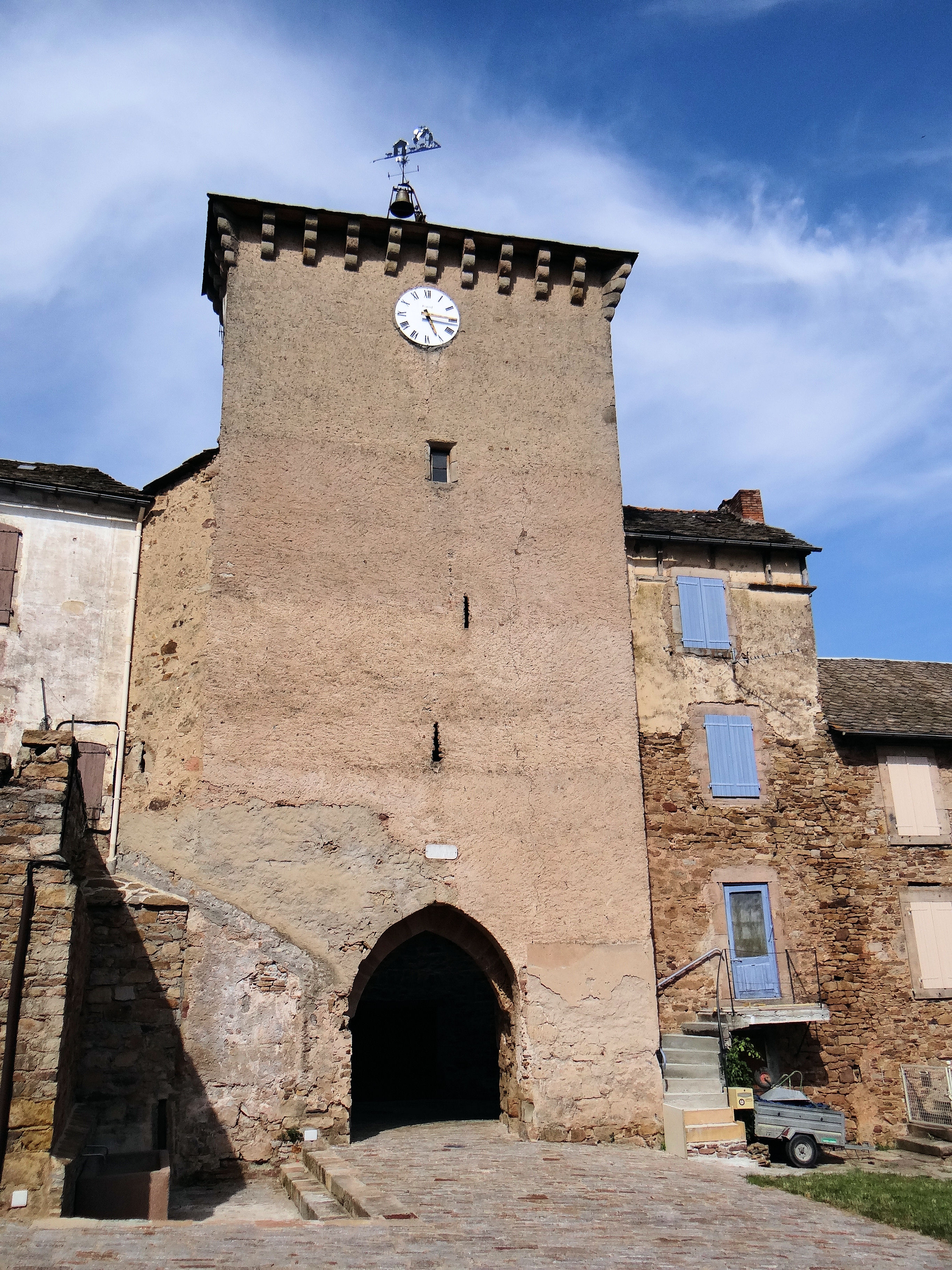
Башня с воротами
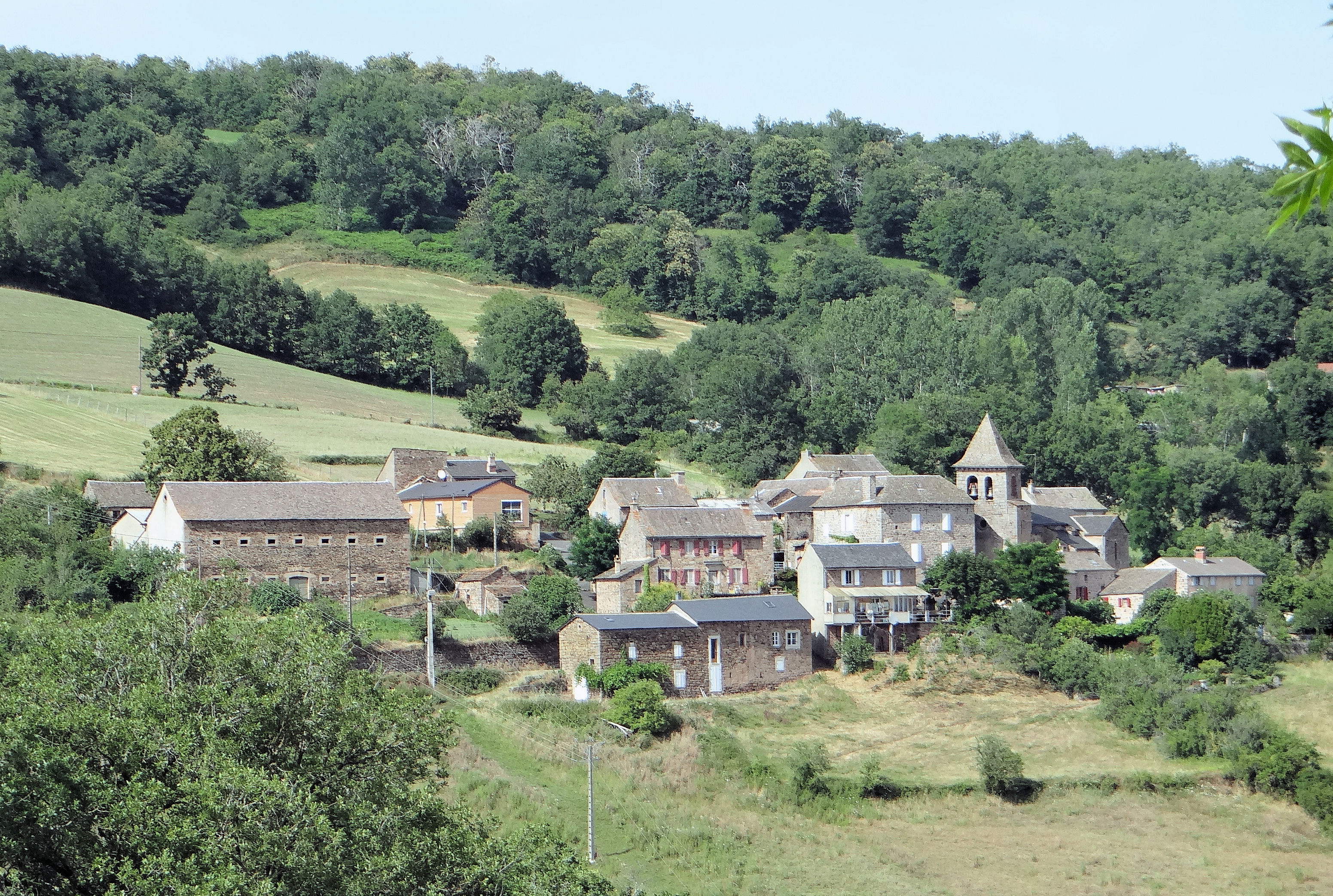
Деревня Сен-Симфорьен
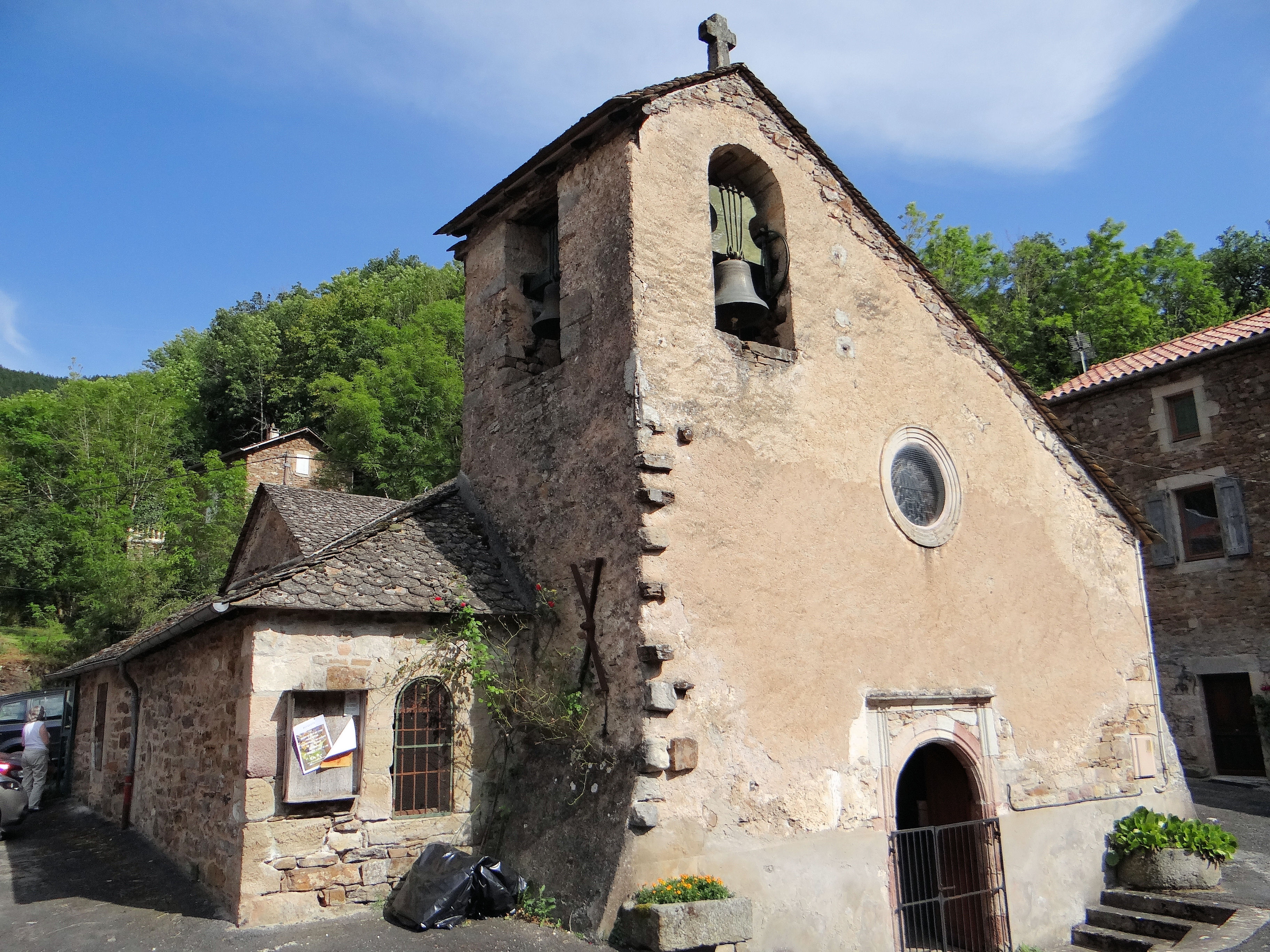
Часовня Сен-Жак